# قطاع غرب النوبارية
قرية قطاع غرب النوبارية هي إحدى القرى التابعة لمركز أبو المطامير في محافظة البحيرة في جمهورية مصر العربية. حسب إحصاءات سنة 2006، بلغ إجمالي السكان في قطاع غرب النوبارية 45921 نسمة، منهم 23365 رجل و22556 امرأة.